# Área de cobertura (satélite)

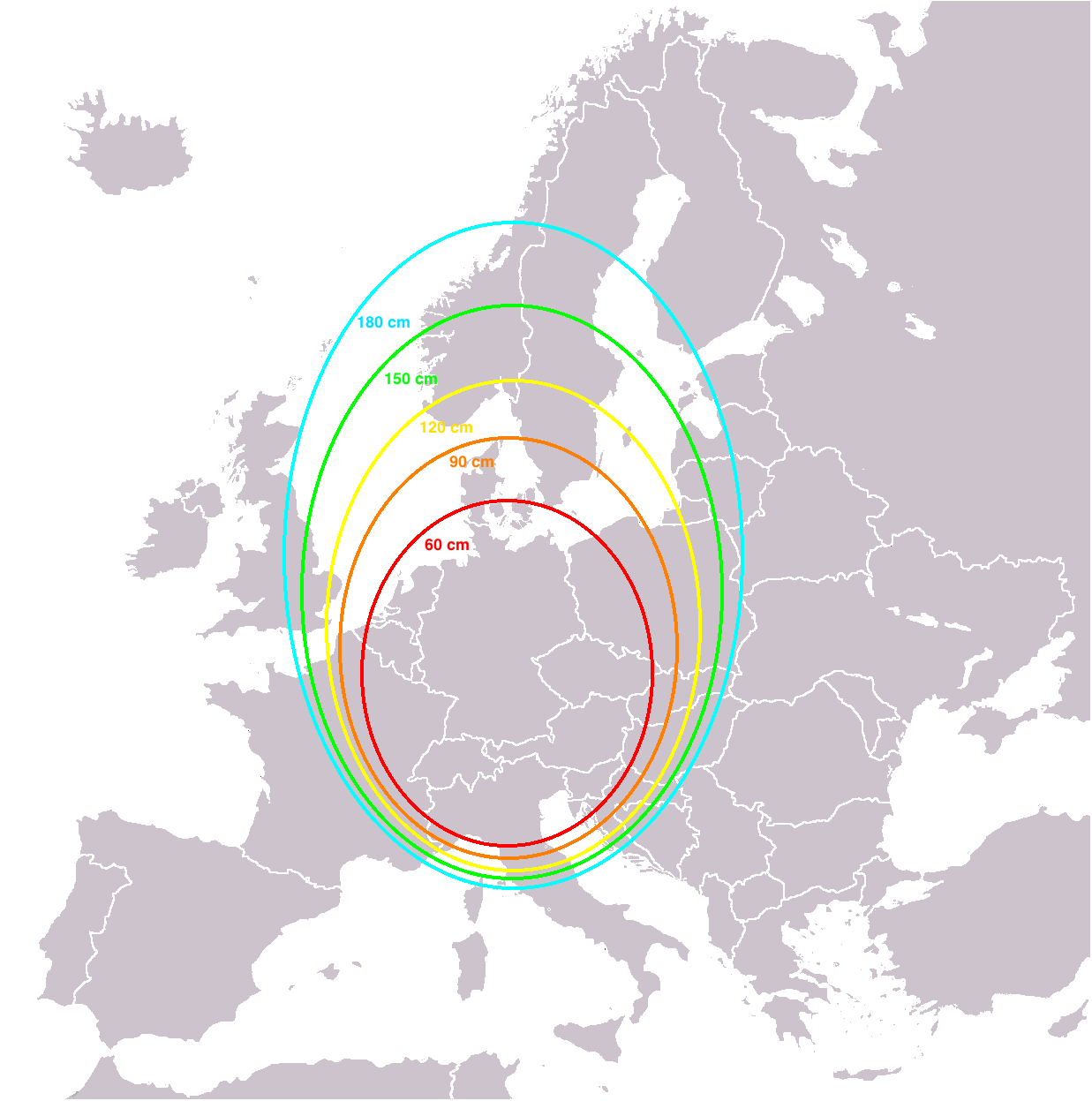
Um exemplo de uma área de cobertura elíptica com uma área de recepção da Alemanha, Áustria e Suíça. As elipses indicam o diâmetro da antena necessário para a recepção em cm.

Área de cobertura de um satélite de comunicação (também conhecido pelo termo inglês footprint) é a área de terreno onde seus transponders oferecem cobertura, e determina o diâmetro da antena parabólica necessária para receber o sinal de cada transponder. Existe geralmente um mapa diferente para cada transponder (ou grupo de transponders) como cada um pode ser destinada a cobrir diferentes áreas do solo.
Os mapas de cobertura geralmente mostram diâmetro mínimo estimado da antena parabólica, ou a intensidade do sinal medida em dBW.